# Завальнюк Олександр Михайлович
Олекса́ндр Миха́йлович Завальню́к (нар. 28 листопада 1951, Сміла) — український історик, краєзнавець. Доктор історичних наук. У 2002—2012 роках — ректор Кам'янець-Подільського національного університету імені Івана Огієнка.

## Біографія
Закінчив Кам'янець-Подільський педагогічний інститут, історичний факультет (1968–1972). Працював вчителем історії та суспільствознавства.
У 1976–1979 — аспірант Київського державного педагогічного інституту ім. О. М. Горького; кандидатська дисертація «Селянський аграрний рух на Правобережній Україні (березень 1917 — січень 1918)».
З жовтня 1979 по червень 1981 — асистент, з червня 1981 по серпень 1984 — старший викладач, з серпня 1984 по лютий 2002 — доцент кафедри історії СРСР і УРСР (України), з лютого 2002 — професор кафедри історії України, з травня 1993 по листопад 2001 — декан історичного факультету, з листопада 2001 по січень 2002 — в.о. ректора КПНУ, з січня 2002 — ректор Кам'янець-Подільський державного педагогічного інституту.
Член президії правління Національної спілки краєзнавців України, Національної спілки журналістів України, Національної ради України з історичного краєзнавства, Міжвідомчої координаційної ради з питань краєзнавства при Президії НАНУ.

## Нагороди
- Відмінник освіти України (2003)
- Заслужений працівник освіти України (2004)[2];
- Почесна грамота Верховної Ради України (2004);
- Почесні грамоти МОН України (1987, 2001, 2003);
- Орден Св. Рівноапостольного князя Володимира IV ст. (2002);
- Почесна нагорода «Свята Софія» (2003);
- Срібна медаль «Незалежність України» (2003);
- Золота медаль «За заслуги в освіті» (2005);
- Знаки Ярослава Мудрого (2005);
- «Лідер України» (2009);
- Орден «За заслуги» третього ступеня (23 червня 2009 року)— за вагомий особистий внесок у розвиток конституційних засад української державності, багаторічну сумлінну працю, високий професіоналізм у захисті конституційних прав і свобод людини і громадянина [3].
- Почесний краєзнавець України (2011);
- Премія імені Героя України Михайла Сікорського (2014).

## Праці
Автор і співавтор близько 310-ти наук. праць, зокрема книг:
- «Будівництво української загальноосвітньої школи в роки національно-демократичної революції» (2001);
- «Українська Галицька Армія на Поділлі (липень 1919 — травень 1920 рр.)» (2001);
- «Кам'янець-Подільський. Історичний нарис» (2001);
- «Кам'янець-Подільський державний університет» (2003, 2004, 2005, 2006);
- «Минуле і сучасне Кам'янець-Подільського» (2003);
- «Новітня аграрна історія України» (2004);
- «Українська еліта і творення національної університетської освіти» (2005);
- «Подільські містечка в добу Української революції» (2005);
- «Минуле і сучасне Кам'янець-Подільського. Вип.2» (2007);
- «Земства Поділля в добу Української революції» (2009).